# Amphidromia
Amphidromia (altgriechisch ἀμφιδρόμια „Umlauf“) waren im antiken Athen und in Attika das Fest der kultischen Aufnahme eines Neugeborenen in die Hausgemeinschaft.
Der Suda zufolge fand das Fest am fünften Tag nach der Geburt statt. Die an der Geburt beteiligten Frauen kamen zusammen und reinigten rituell ihre Hände. Im Laufe der Zeremonie wurde das Neugeborene vom Vater oder einer Amme um den Herd getragen, daher der Name. Laut einem Scholion zur Lysistrata des Aristophanes rühre der Name daher, dass die Teilnehmer des Festes um den Herd tanzten, während das Kind seinen Namen erhielt. Der Herd war der Göttin Hestia heilig und das sakrale Zentrum des Hauses und der Hausgemeinschaft.
Dekate (Δεκάτη „Zehnter“), das Fest der Namengebung, fand wie der Name sagt am zehnten Tag nach der Geburt statt. Ob Amphidromia und Dekate zwei getrennte Feste oder zwei Bezeichnungen einer Zeremonie sind, ist unklar.
Athenaios gibt in seinem Gastmahl der Gelehrten (kulinarische) Einzelheiten zum Verlauf des Festes, wobei er die Geryones des Ephippus von Athen zitiert: Vor die Tür wurden Girlanden gehängt, es gab gerösteten Käse, gesottenen Rettich, Lamm, Tauben, Drosseln und Finken, sowie ein Gericht aus geschnetzeltem Tintenfisch, Oktopus und sonstigen Kopffüßern. Diese Gaben waren offenbar wichtig, da Meeresfrüchte als traditionelles Festgeschenk auch in der Suda erwähnt werden. Schließlich – auch sehr wichtig – seien noch zahlreiche Schalen ungemischten Weines zu trinken. An eben der Stelle erwähnt Athenaios auch, dass die Mutter kurz nach der Geburt als eine Art Medizin Kohl zu essen bekam.
Im Platons Dialog Theaitetos spricht Sokrates metaphorisch von der Amphidromia als dem Zeitpunkt, zu dem das Neugeborene abschließend vom Vater begutachtet wird, der dann entscheidet, ob es ausgesetzt werden sollte. In der Praxis wird eine solche Begutachtung zum Zeitpunkt des Festes nur formal erfolgt sein, nachdem eine Entscheidung gegen das Aussetzen bereits getroffen war.
Martin Persson Nilsson vergleicht das Fest mit den in Kyrene begangenen Astydromia.